# Senuše
Senuše este o localitate din comuna Krško, Slovenia, cu o populație de 133 de locuitori.